# Viva Maria!
Viva Maria! ist eine französisch-italienische Abenteuerkomödie von Louis Malle aus dem Jahr 1965 mit Brigitte Bardot und Jeanne Moreau in den Hauptrollen.

## Handlung
Maria I, eine gesuchte national-irische Terroristin, und Maria II, gelernte Schauspielerin und Tingeltangelsängerin, lernen sich zufällig im fiktiven mittelamerikanischen Staat San Miguel in einem Zirkuswagen kennen. Die beiden Protagonistinnen bringen sich gegenseitig bei, was sie am besten können: Revolution und Liebe. Nebenbei erfinden sie den Striptease. Bis zum glorreichen Sieg über fiese Diktatoren und erzkonservative und listenreiche Kleriker müssen sie viele Gefahren, Gefangennahmen und sogar eine mittelalterliche Folterung (natürlich unverletzt) überstehen, bis endlich die Liebe siegt und der prunkvolle Auftritt in Paris winkt.

## Kritiken
„Ein fülliger Film voll Aberwitz und sprühender Heiterkeit, der Nachdenklichkeit durch intelligenten Frohsinn weckt.“

„Quicklebendige Satire mit zwei Sexsymbolen.“

„Eine mit enormem Aufwand in Szene gesetzte Persiflage auf den Abenteuerfilm, die sich unbekümmert zwischen blutigem Ernst und grotesker Komik, hollywoodgerechtem Spektakel und verschrobenen Effekten im Stil der ‚Nouvelle Vague‘ bewegt. Hervorragend inszeniert und hochkarätig besetzt.“

„Französischer Star- und Superfilm, eine temperamentvolle Gagsammlung, deren Aufbereitung, deren Humor und Mittel teilweise zwiespältig bleiben. Mit dieser Einschränkung ab 16 gut möglich.“

„‚Viva Maria!‘ folgt zwei Tänzerinnen, die zu Anführerinnen einer großen Revolution werden. Klingt kurios, soll es auch sein: In einer Mischung aus Albernheit und Satire macht sich die Abenteuerkomödie über alles und jeden lustig. Das ist noch immer unterhaltsam, zuweilen aber auch etwas anstrengend aufgrund der kunterbunten Rastlosigkeit.“

## Auszeichnungen
Louis Malles Abenteuerkomödie wurde 1965 mit dem Grand prix du cinéma français als bester französischer Film ausgezeichnet. Jeanne Moreau und Brigitte Bardot wurden im Jahr 1966 für den British Film Academy Award nominiert. Jeanne Moreau konnte diese Auszeichnung als beste ausländische Schauspielerin gewinnen. Bardot wurde 1966 mit dem französischen Étoile de Cristal als beste Darstellerin geehrt.

## Sonstiges
- Gregor von Rezzori schilderte die fünf Monate der Dreharbeiten in Mexiko vom Januar bis zum Juni 1965 und vor allem Szenen mit den Schauspielerinnen und anderen Mitwirkenden in Die Toten auf ihre Plätze. Tagebuch des Films „Viva Maria“.[7]
- Die Filmlieder Paris, Paris, Paris, Les Petites femmes und Maria Maria singen Bardot und Moreau. Die deutsche Fassung des Titelliedes sang Ralf Bendix.
- Die deutschsprachige Erstaufführung erfolgte am 27. Januar 1966.